# Atrapat pel passat
Atrapat pel passat (títol original en anglès: Carlito's Way) és una pel·lícula estatunidenca dirigida per Brian De Palma, estrenada l'any 1993. Principalment adaptat del llibre After Hours d'Edwin Torres, es protagonitzada per Al Pacino en el paper de Carlito Brigante, antic truà d'origen porto-riqueny que vol ordenar-se després de cinc anys a la presó. Sean Penn, Penelope Ann Miller i John Leguizamo figuren igualment al repartiment. Ha estat doblada i subtitulada al català.
Encara que inicialment, el llargmetratge va tenir unes crítiques mixtes i un resultat decebedor a la taquilla de recaptació, va ser nominada als Globus d'Or i, al llarg dels anys, va adquirir l'estatus de pel·lícula de culte.

## Argument
Al Nova York de meitat dels anys 1970, un truà acaba de purgar una pena de cinc anys de presó i decideix ordenar-se i construir una nova vida, però els seus antics còmplices no ho senten pas així.

## Repartiment
- Al Pacino: Charlie «Carlito» Brigante
- Sean Penn: David Kleinfeld
- Penelope Ann Miller: Gail
- John Leguizamo: Benny Blanco
- Ingrid Rogers: Steffie
- Luis Guzmán: Pachanga
- James Rebhorn: Norwalk
- Viggo Mortensen: Lalin
- Frank Minucci: Tony Taglialucci
- Joseph Siravo: Vinnie Taglialucci
- Adrian Pasdar: Frankie Taglialucci
- Richard Foronjy: Pete Amadesso
- Edmonde Salvato: Joe Battaglia
- John Ortiz: Guajiro, el cosí de Carlito Brigante
- Rick Aviles: Quisqueya
- Jorge Porcel: Saso (Ron)

## Producció

### Naixença del projecte
El film és una adaptació de novel·les d'Edwin Torres, antic jutge del Tribunal suprem de l'Estat de Nova York, Carlito's Way i sobretot After Hours. El títol Carlito's Way, tanmateix, va ser escollit abans que After Hours, per evitar la confusió amb After Hours (1985) de Martin Scorsese. Al Pacino i el seu amic el productor Martin Bregman, són en l'origen del projecte. Col·laboren amb Edwin Torres i busquen durant diversos anys muntar el film, amb l'autor del guió, David Koepp que hi va treballar durant quatre anys.
Els directors John McKenzie i Abel Ferrara van ser contactats per realitzar el film perquè Brian De Palma no volia realitzar un altre film de pistolers llatins després de Scarface (1983). Però després d'haver llegit el guió per la insistència de Pacino i Bregman, acaba per acceptar. Jutja que el to del film és diferent del de Scarface, més «fatalista». D'altra banda, la presència d'una veu en off d'un home mort li recorda dos films de Billy Wilder que aprecia: Double Indemnity (1944) i Sunset Boulevard (1950).
Brian De Palma és en plena «crisi de la cinquantena» quan es compromet amb Atrapat pel passat. Acaba de casar-se, de tenir un fill i de divorciar-se en l'espai de dos anys. Creu que no serà capaç de conciliar la seva carrera i la seva vida privada mentre que els seus amics ho aconsegueixen. Es reconeix llavors en el personatge de Carlo Brigante, un home mort que es pregunta com ha pogut arribar allà i torna a revisar els esdeveniments que li han conduït. Estima que no hauria pogut fer aquest film sent més jove.

### Càsting
Amb la finalitat d'entrar en el personatge, Al Pacino acompanya Edwin Torres a East Harlem, on coneix els llocs i l'atmosfera. Al Pacino considera Carlito amb una cua, però després de les seves visites a Harlem, comprèn ràpidament que la gent del barri no es pentina així. L'actor té la idea de portar barba. L'abric negre que porta l'actor correspon a l'època del film.
La primera tria de Brian De Palma pel paper de Gail és Alison Doody, que el rebutja per una escena despullada al script. Consideren també Melanie Griffith, però el paper no és tan important com per proposar-lo a una actriu d'aquesta envergadura, tot i que estima que hauria estat «una tria meravellosa». Calia llavors una actriu que no fos encara famosa perquè el pressupost no permetia pagar una estrella, però que pugui, tanmateix, enfrontar-se a una estrella com Al Pacino, i que sàpiga ballar. Després d'un càsting on fa proves a moltes actrius, Brian De Palma estima que Penelope Ann Miller és la millor tria. Al principi, el personatge de Gail treballava com a institutriu, però el guió és modificat i esdevé una stripteaseuse. Aleshores, Penelope Ann Miller ja ha estat escollida. Brian De Palma lamentarà després que l'actriu no sigui tan fascinant com el personatge hauria hagut de ser, ja que aquest film és una història d'amor.
Per encarnar David Kleinfeld, l'advocat corrupte i drogat de Carlito, l'actor Sean Penn és motivat pel repte que constitueix el paper. Desitja també finançar el seu proper film com a director, Crossing Guard i actuar al costat d'Al Pacino. Ell té la idea del seu pentinat al film. Ja havia rodat sota la direcció del director al film de guerra Cors de ferro estrenada l'any 1989.

### Rodatge

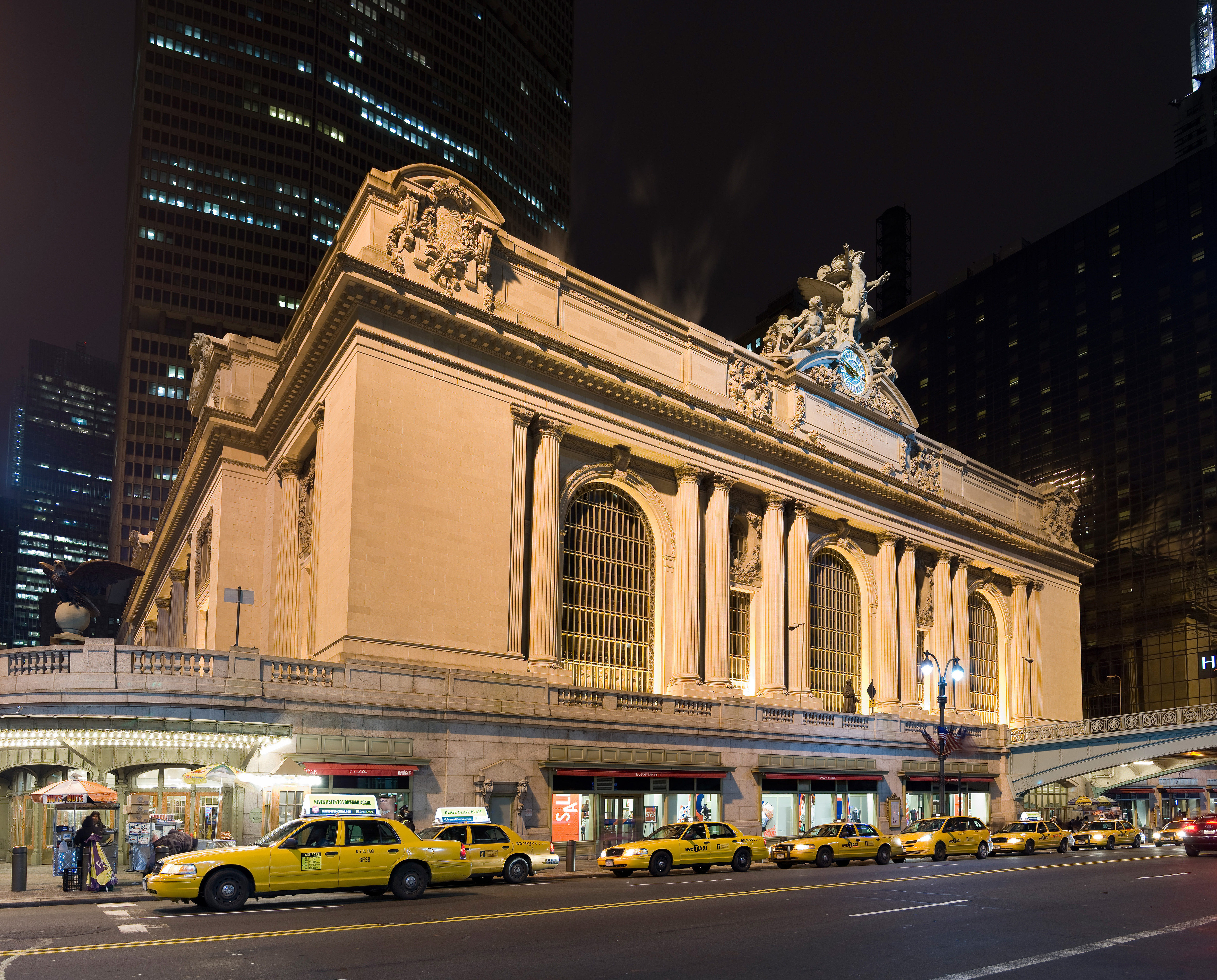
L'estació Gran Central Terminal.

El rodatge es va desenvolupar del 22 de març al 20 de juliol de 1993 a Nova York:
- Parada de metro de la 4a Avinguda, Brooklyn
- Bronx
- East Harlem, Manhattan
- Grand Central Terminal, Manhattan
- Greenwich Village, Manhattan
- Kaufman Astoria Productora s, carrer 36, Astoria, Queens
- El Figaro Cafe, a l'encreuament dels carrers Bleecker i MacDougal, Greenwich Village, Manhattan
- Sisena Avinguda i Desena Avinguda, Manhattan
- Van Buren Street i Broadway, Bushwick, Brooklyn

El final del film havia de tenir lloc a les Torres Bessones, sobretot a la seva escala mecànica on estava prevista una llarga persecució. Però a causa de l'atemptat de febrer de 1993, no va ser possible rodar-hi. Devent canviar de lloc sense retard, i seguint el parer del seu decorador, el director decideix desplaçar l'acció a l'estació Gran Central Terminal. Les escales automàtiques que hi ha són molt més petites, la persecució no podia ser tampoc llarga i De Palma va decidir afegir l'escena de persecució en tren.

## Critica
Atrapat pel passat rep una acollida moderada en la seva estrena. Els fans de Scarface esperaven una mena de continuació i el gran públic un film menys malenconiós. No obstant això, el film té d'entrada i després un gran nombre de defensors. Als Estats Units, Quentin Tarantino declara haver-hi anat a veure'l cinc vegades de les quals les dues últimes únicament pel plaer de la persecució final que dura aproximadament 20 minuts i constitueix un «film dins el film».

## Premis i nominacions
Premis
- Nastro d'Argento 1994: millor doblador per Giancarlo Giannini (doblador italià d'Al Pacino)
- Classificat com el millor film dels anys 1990 pels Cahiers du cinéma, amb Goodbye South, Goodbye i Els ponts de Madison.[9]

Nominacions
- Globus d'Or 1994: Globus d'Or al millor actor secundari per Sean Penn i Globus d'Or a la millor actriu secundària per Penelope Ann Miller
- Premis Chicago Film Critics Association 1994: millor actor a un segon paper per Sean Penn
- David di Donatello 1994: millor actor estranger per Al Pacino